# Кириївська сільська рада
Кириївська сільська рада — колишня адміністративно-територіальна одиниця та орган місцевого самоврядування у Любарському районі Бердичівської округи, Вінницької і Житомирської областей Української РСР з адміністративним центром у селі Кириївка.

## Населені пункти
Сільській раді на час ліквідації були підпорядковані населені пункти:
- с. Кириївка

## Населення
Відповідно до перепису населення СРСР, станом на 17 грудня 1926 року, чисельність населення ради становила 1 119 осіб, з них, за статтю: чоловіків — 549, жінок — 570; етнічний склад: українців — 1 097, росіян — 1, поляків — 21. Кількість господарств — 270, з них, несільського типу — 1.

## Історія та адміністративний устрій
Створена 26 червня 1926 року, відповідно до рішення Бердичівської АТК (протокол засідання № 3/6 «Про складання твердої сітки сільрад»), в складі с. Кириївка та хуторів Богудзенька і Поселенців Авратинської сільської ради Любарського району Бердичівської округи. Станом на 1 жовтня 1941 року хутори Богудзенька та Поселенців не перебувають на обліку населених пунктів.
Станом на 1 вересня 1946 року сільська рада входила до складу Любарського району Житомирської області, на обліку в раді перебувало с. Кириївка.
Ліквідована 11 серпня 1954 року, відповідно до указу Президії Верховної ради Української РСР «Про укрупнення сільських рад по Житомирській області», територію ради та с. Кириївка приєднано до складу Авратинської сільської ради Любарського району Житомирської області.